# Чжоу Мі
Чжоу Мі (кит.: 周蜜; піньїнь: Zhōu Mì; нар. 18 лютого 1979, Наньнін, Гуансі-Чжуанський автономний район, КНР) — китайська бадмінтоністка, олімпійська медалістка, призерка чемпіонатів світу.

## Спортивні досягнення
Виступає в одиночному розряді. На Олімпійських іграх 2004 року в Афінах здобула бронзову нагороду.
Срібний призер чемпіонату світу 2001 року, та бронзовий призер чемпіонату світу 2003 року.